# Давлетов, Русланбек Куролтайевич
Давлетов, Русланбек Куролтайевич (род. 1980) — правовед, экономист, министр юстиции Республики Узбекистан.

## Биография
Русланбек Давлетов родился 1 июня 1980 года в Шаватском районе Хорезмской области Узбекистана.
В 2001 году получил степень бакалавра в Уорикском университете Великобритании, а в 2003 году — степень магистра в Университете мировой экономики и дипломатии. В 2007 году окончил Ташкентский государственный экономический университет, а в 2010 году — Академию государственного и общественного строительства при Президенте Республики Узбекистан.

### Карьера
В 2001 году начал работать в Государственном комитете по демонополизации и развитию конкуренции на должности ведущего специалиста.
В 2004—2012 годах служил в должности ведущего специалиста, главного специалиста Информационно-аналитического управления, Управления правовой экспертизы и международных договоров Кабинета Министров Узбекистана. Затем в 2012−2014 годах был заместителем директора, и. о. директора Исследовательского центра по демократизации и либерализации судебного законодательства и обеспечению независимости судебной системы при Верховном суде Узбекистана.
В 2016—2017 годах был первым заместителем министра юстиции, а с 4 января 2017 года — первым заместителем Государственного советника Президента Узбекистана.
14 августа 2017 года в соответствии с указом Президента Узбекистана №УП-5153, Русланбек Давлетов был назначен на должность министра юстиции Республики Узбекистан.
С сентября 2019 года является членом политического совета СДП «Адолат».